# Атлеш (ландшафтно-рекреационный парк)
Ландшафтно-рекреационный парк Атле́ш (укр. Ландшафтно-рекреаційний парк Атлеш, крымскотат. Atleş landşaft-raatlıq parkı, Атлеш ландшафт-раатлыкъ паркы) — ландшафтно-рекреационный парк, расположенный на Тарханкутском полуострове на территории Черноморского района. Площадь — 260 га. Землепользователь — Министерство экологии и природных ресурсов Республики Крым, государственное бюджетное учреждение Республики Крым национальный природный парк «Тарханкутский».

## История

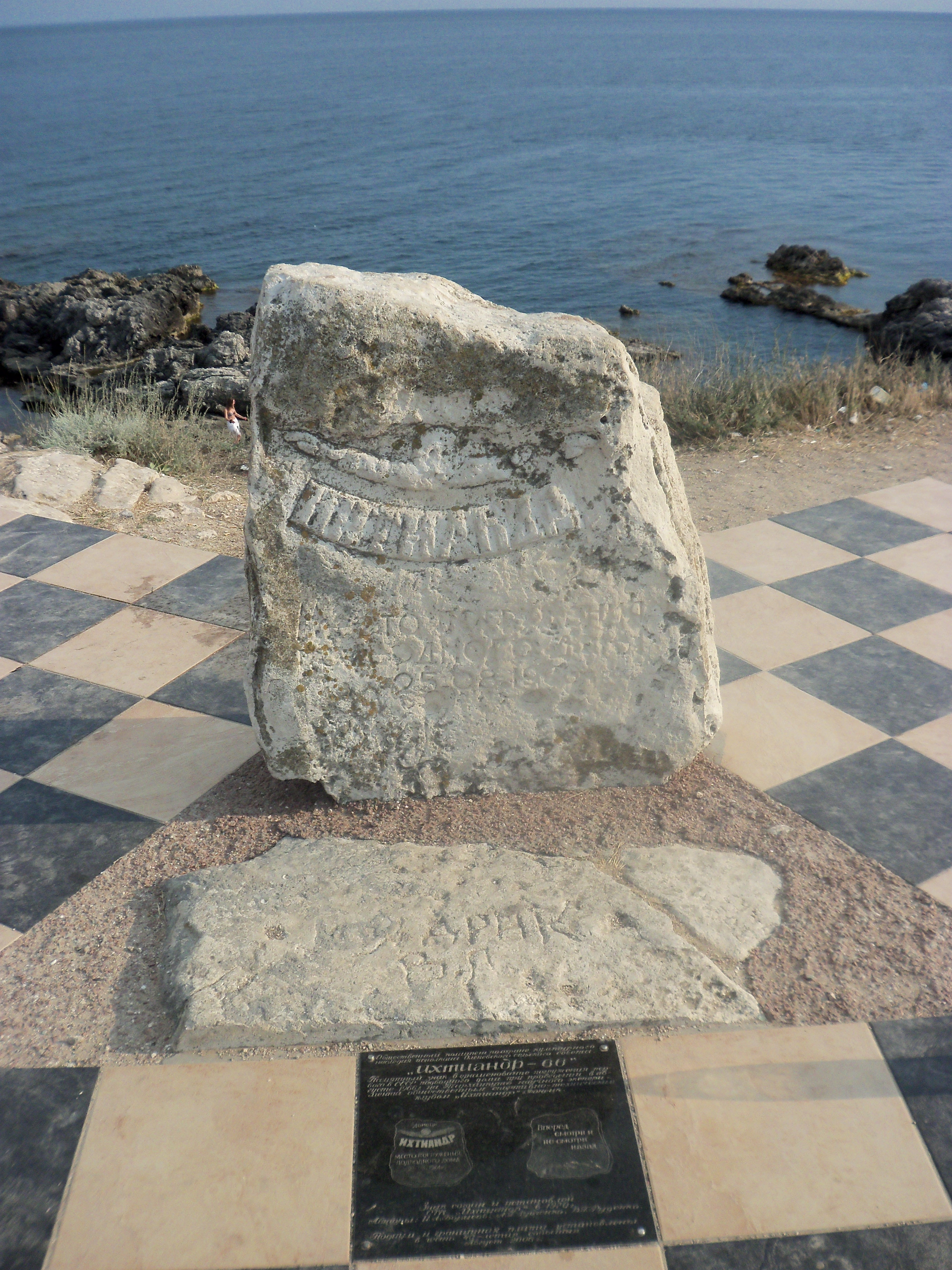
Памятный знак на месте установки подводного дома — проекта «Ихтиандр-66»

Ландшафтно-рекреационный парк был создан Постановлением верховной Рады автономной республики Крым от 27.02.2013 № 1196-6/13 на базе заповедного урочища местного значения Атлеш и гидрологического памятника природы местного значения Прибрежный аквальный комплекс у мыса Атлеш.
Является ландшафтно-рекреационным парком регионального значения, согласно Распоряжению Совета министров Республики Крым от 5 февраля 2015 года № 69-р Об утверждении Перечня особо охраняемых природных территорий регионального значения Республики Крым.
Приказом министерства экологии и природных ресурсов Республики Крым от 25.04.2016 № 718 «Об утверждении Положений о ландшафтно-оекреационных парках регионального значения Республики Крым», было определено зонирование парка.

## Описание
Парк создан с целью сохранения в природном состоянии типичных и уникальных природных и историко-культурных комплексов и объектов, а также обеспечения условий для эффективного развития туризма, организованного отдыха и рекреационной инфраструктуры в природных условиях с соблюдением режима охраны заповедных природных комплексов и объектов, содействия экологическому образованию и воспитанию населения.
Расположен в южной части западной оконечности Тарханкутского полуострова в границах природного парка Тарханкутский (Прекрасная гавань) на территории Оленевского сельсовета Черноморского района, за границами населённых пунктов. Занимает участок абразивной береговой линии Чёрного моря от мыса Большой Атлеш (не включая его) до бухты Пристань (Гнилая), что южнее села Оленевка. Территория включает мыс Малый Атлеш и бухта с подводным туннелем Чаша любви. Границы парка повторяют береговую линию, где ширина суши в восточной части достигает 300—350 м от берега, акватории — 300 м. Суша парка составляет 80 га, акватория — 180 га. Западнее расположено урочище Большой Атлеш.
Парк имеет функциональное зонирование: заповедная (22 га), регулируемой рекреации (218 га — 49 га суши и 169 га акватории), стационарной рекреации (5 га), хозяйственная (15 га — 4 га суши и 11 га акватории) зоны. Заповедная зона представлена участком степи северо-западнее бухты Пристань.
Ближайший населённый пункт — село Оленевка, расположенное севернее, город — Евпатория.

## Природа
Территория парка характеризуется повышенным биологическим и ландшафтным разнообразием. Скалистые 40-метровые морские обрывы, каменные арки, вдающиеся в море обрывистые массы, небольшие недоступные с суши бухты и подводные карстовые пещеры с подводными выходами подземных вод представляют собой замечательный образец абразионно-бухтово-ингрессионного побережья.
В парке насчитывается 11 видов растений, занесенных в Красную книгу Украины, 1 вид, занесенный в Европейский Красный список, и 2 узколокальных эндемика. Встречаются более 20 видов наземных и около 10 видов морских беспозвоночных, 11 видов рыб, 2 вида пресмыкающихся, не менее 15 видов птиц на пролёте и 3-4 вида млекопитающих, занесенных в Красную книгу Украины. Особую ценность представляют крупные соколы и колония средиземноморского длинноносого баклана (Phalacrocorax aristotelis desmarestii Payraudeau) подвида хохлатого баклана. В пределах прибрежного аквального комплекса зарегистрированы не менее 3 видов водорослей, занесенных в Красную книгу Украины.